# براد هال (متزلج جماعي)
براد هال (بالإنجليزية: Brad Hall)‏ هو متزلج جماعي بريطاني، ولد في 16 نوفمبر 1990 في كرولي في المملكة المتحدة.

## روابط خارجية
- براد هال على موقع الاتحاد الدولي لألعاب القوى (الإنجليزية)
- براد هال على موقع IBSF (الإنجليزية)
- براد هال على موقع اللجنة الأولمبية الدولية (الإنجليزية)
- براد هال على موقع أوليمبيديا (الإنجليزية)
- براد هال على موقع اللجنة الأولمبية البريطانية (الإنجليزية)